# Michael Stifel

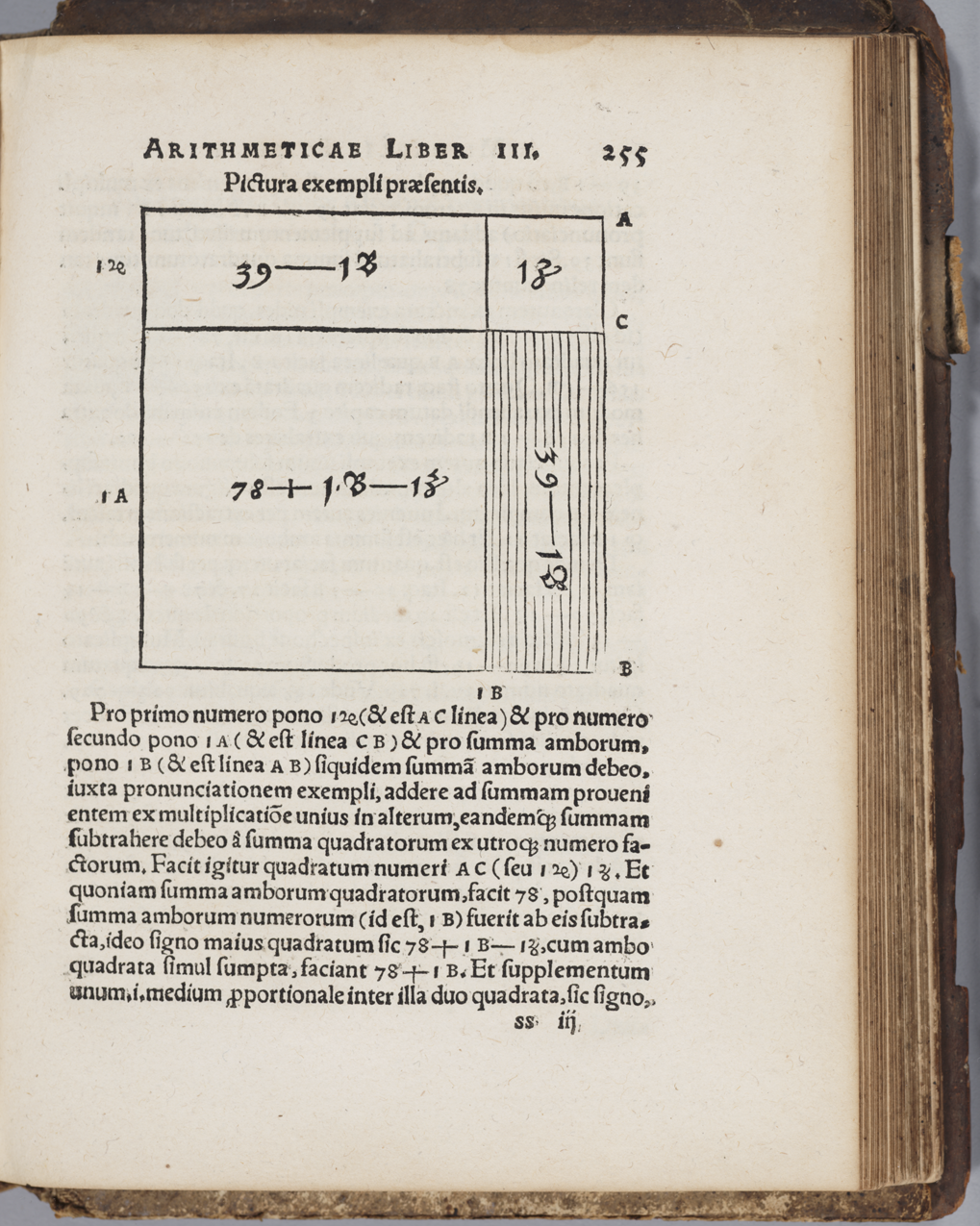
Michael Stifels Arithmetica Integra (1544), blz. 225.

Michael Stifel (ook Styfel, of verlatijnst Michaelis Stifelius) (Esslingen am Neckar, 1486 of 1487 - Jena, 19 april 1567) was een Duitse Augustijns monnik, die een vroege aanhanger van Martin Luther was. Aan het eind van zijn leven werd hij benoemd tot de eerste hoogleraar in de wiskunde aan de universiteit van Jena. Hij is onder meer bekend door zijn gedicht Von der christfrömmigen rechtgegründgten Lahr D. Martini Luthers (1522) en zijn wiskundig werk, de Arithmetica Integra (1544).

## Arithmetica Integra
Zijn belangrijkste werk, de Arithmetica Integra (Complete rekenkunde), 1544, bevat belangrijke vernieuwingen in de wiskundige notatie. In dit boek wordt voor het eerst in Europa gebruikgemaakt van vermenigvuldiging door nevenschikking (zonder een symbool tussen de termen). Stifel is ook de eerste die de term exponent gebruikt. Het boek bevat een tabel van gehele getallen en machten van 2, die door sommigen als een vroege versie van een logaritme wordt beschouwd, en waar de Schotse wiskundige John Napier mede op heeft voortgeborduurd.
Het behandelt verder de positieve, negatieve en irrationale getallen, vergelijkingen, en het geeft wat later de driehoek van Pascal zou gaan heten tot en met de 17de rij.
Ook beschrijft het een methode voor het maken van magische vierkanten en behandelt het muziektheorie.

## Einde van de wereld
In 1532 publiceerde Stifel anoniem zijn Ein Rechenbuchlin vom EndChrist. Apocalyps in Apocalypsim (Een rekenboek over de Antichrist. Een openbaring in de Openbaringen). In dit werk voorspelde hij dat de dag des oordeels en het einde van de wereld om 8 uur 's morgens zou plaatsvinden op zondag 19 oktober 1533. Toen deze voorspelling niet uitkwam lieten boze en geruïneerde gelovigen hem arresteren. Hij zat vier weken vast. Daarna onthield hij zich van dit soort voorspellingen.

## Werken
- (la)  Stifel, Michael (1544) Arithmetica Integra, drie delen, met een voorwoord van Melanchthon.
- (de)  Anon. (Stifel, Michael) (1532) Ein Rechenbuchlin vom EndChrist. Apocalyps in Apocalypsim.

## Referentie
- (en)  Koetsier, Teun en Karin Reich Michael Stifel and his numerology. pp. 291–310 in Mathematics and the Divine: A Historical Study. Elsevier. (2005).

## Voetnoten
1. ↑  Whiteside, D. T.  (2014-11). ‘And John Napier created logarithms...’. BSHM Bulletin: Journal of the British Society for the History of Mathematics  29 (3): 154–166. DOI:10.1080/17498430.2014.874855.[dode link]
2. ↑  Miller, G. A.  (1926). John Napier and the Invention of Logarithms. Science Progress in the Twentieth Century (1919-1933)  21 (82): 307–310. ISSN:2059-4941
3. ↑  Schlapp, R.  (1973). The Contribution of the Scots to Mathematics. The Mathematical Gazette  57 (399): 1–16. ISSN:0025-5572. DOI:10.2307/3615163.
4. ↑  (en) Walter William Rouse Ball (1908). A short account of the history of mathematics. Macmillan and Co, pp. 216.
5. ↑  (en)  Vivian Shaw Groza en Susanne M. Shelley (1972). Precalculus mathematics. Ardent Media, pp. 182. ISBN 9780030776700.
6. 1 2  (nl) R. v. Asselt (1983). Wiskunde voor het hoger beroepsonderwijs. Educaboek / Stam Technische Boeken, pp. 14. ISBN 9011008464.

- Bibsys: 14058083
- Bibliothèque nationale de France: cb12795734z (data)
- Gemeinsame Normdatei: 118755323
- International Standard Name Identifier: 0000 0000 6146 8396
- Library of Congress Control Number: n97106375
- Nationale Bibliotheek van Tsjechië: ntk20241228811
- Nationale Bibliotheek van Israël: 987007375759705171
- Nationale Bibliotheek van Polen: a0000002548725
- Nederlandse Thesaurus van Auteursnamen: 071323066
- Système universitaire de documentation: 101298285
- Virtual International Authority File: 32124880
- WorldCat: E39PBJxRCb8ft99jDqxTKf8grq